# Shane Norval
Shane Norval (Pietermaritzburg, 21 febbraio 1975) è un pilota motociclistico sudafricano, ritiratosi dall'attività agonistica.

## Carriera
All'età di 16 anni si è dedicato a campionati nazionali. Nel 1997, in sella ad una Honda, si classifica dodicesimo nel campionato Europeo classe 250. Ha inoltre partecipato nel motomondiale ad un gran premio della stagione 1998, quello di Gran Bretagna nella classe 250 con una Honda; l'anno successivo prende il via, sempre nella stessa classe e con la stessa motocicletta, in due occasioni.
Nel motomondiale 2000 prende parte a 5 gran premi nella classe 500 con una Honda NSR 500 V2 del team Sabre Sport e ottiene i suoi primi e unici punti nella classifica del motomondiale. L'ultima sua presenza nel motomondiale è nella stagione 2001 in classe 250, quando è iscritto al GP di Gran Bretagna ma non prende parte alla gara domenicale.
Lasciate le competizioni mondiali, partecipa tra il 2002 ed il 2006 al campionato britannico Superbike e Supersport.

## Risultati nel motomondiale
| 1998 | Classe | Moto  |  |  |  |  |  |  |  |    |  |  |  |  |  |  |  |  | Punti | Pos. |
| ---- | ------ | ----- |  |  |  |  |  |  |  | -- |  |  |  |  |  |  |  |  | ----- | ---- |
| 1998 | 250    | Honda |  |  |  |  |  |  |  | 18 |  |  |  |  |  |  |  |  | 0     |      |

| 1999 | Classe | Moto  |  |  |  |  |  |  |  |     |  |  |  |  |  |    |  |  | Punti | Pos. |
| ---- | ------ | ----- |  |  |  |  |  |  |  | --- |  |  |  |  |  | -- |  |  | ----- | ---- |
| 1999 | 250    | Honda |  |  |  |  |  |  |  | Rit |  |  |  |  |  | 16 |  |  | 0     |      |

| 2000 | Classe | Moto  |    |    |    |     |  |  |    |  |  |  |  |  |  |  |  |  | Punti | Pos. |
| ---- | ------ | ----- | -- | -- | -- | --- |  |  | -- |  |  |  |  |  |  |  |  |  | ----- | ---- |
| 2000 | 500    | Honda | 14 | 16 | 18 | Rit |  |  | 14 |  |  |  |  |  |  |  |  |  | 4     | 23º  |

| 2001 | Classe | Moto  |  |  |  |  |  |  |  |    |  |  |  |  |  |  |  |  | Punti | Pos. |
| ---- | ------ | ----- |  |  |  |  |  |  |  | -- |  |  |  |  |  |  |  |  | ----- | ---- |
| 2001 | 250    | Honda |  |  |  |  |  |  |  | NP |  |  |  |  |  |  |  |  | 0     |      |

| Legenda | 1º posto        | 2º posto            | 3º posto            | A punti      | Senza punti        | Grassetto – Pole position Corsivo – Giro più veloce |
| Legenda | Gara non valida | Non qual./Non part. | Ritirato/Non class. | Squalificato | '-' Dato non disp. | Grassetto – Pole position Corsivo – Giro più veloce |